# Oleksandr Ioisher
Oleksandr Ioisher (* 26. Juni 1986 in Nikopol, Ukrainische SSR) ist ein ukrainischer Beachvolleyballspieler.

## Karriere
Ioisher bestritt 2004 ein Challenger-Turnier in Kiew mit Oleksandr Gorbatschow. 2010 kam er mit Partner Mykola Babytsch zusammen. Nach einigen vorderen Plätzen bei kleineren Turnieren erreichten die Ukrainer bei der EM in Berlin das Achtelfinale, das sie im Tiebreak gegen die Schweizer Heuscher/Heyer verloren. Nach dem erfolglosen Auftritt ohne Satzgewinn bei der WM 2011 in Rom schieden sie auch bei der EM in Kristiansand nach der Vorrunde aus.